# Kuszanowie
Kuszanowie (chiń. Yuezhi) – grupa etniczna, która w I wieku n.e. podbiła państwa Greków Baktryjskich oraz Saków i utworzyła potężne państwo (Królestwo Kuszanów) na obszarze Afganistanu, gór Pamiru, Hindukuszu, doliny Indusu i Gangesu. Od czasu podbojów Kuszanowie wyznawali i propagowali buddyzm. Najazdy Sasanidów oraz napór Białych Hunów (Heftalitów) zniszczyły cywilizację kuszańską.
Na podstawie rozmieszczenia ludów centum wnioskuje się, że byli irańskojęzycznym ludem koczowniczym lub półkoczowniczym, a wywodzącym się z siedmiorzecza, doliny Ili. 